# Akim
Akim är en italiensk tecknad serie. Den var en kopia på Tarzan som i Sverige gavs ut av Alla Tiders Serieförlag som Kongo-Jim med 151 nummer 1954–1957 och 1977 på Semic förlag.
Serietidningen 1977 kom sammanlagt i sju nummer.

## Källhänvisningar
1. ↑  "Akim". Seriesam.com. Läst 1 februari 2015.